# Peter H. Gilmore
Peter H. Gilmore, Petey Gilmore (ur. 1956 w Nowym Jorku) – amerykański pisarz, publicysta i Najwyższy Kapłan Kościoła Szatana, a także muzyk. Gilmore został zaprzysiężony przez Magistra Templi Rex Blanche Barton. W 2003 roku nagrał płytę Threnody For Humanity, która ukazała się nakładem Adversary Recordings. Jego żoną jest kapłanka Kościoła Szatana – Peggy Nadramia.
W latach 1988–1989 był członkiem black-deathmetalowego zespołu Acheron w którym grał na instrumentach klawiszowych. W latach późniejszych współpracował z grupą gościnnie. Zagrał na sześciu wydawnictwach Acheron. W 2005 roku Gilmore napisał przedmowę do wznowienia Biblii Szatana. Ponadto jego felieton ukazał się w Encyklopedii Religii i Natury. Publikował także na łamach czasopisma The Black Flame wydawanego przez Kościół Szatana.

## Twórczość
- Peter H. Gilmore, The Satanic Scriptures, 2007, Scapegoat Publishing, ISBN 0-9764035-9-5

## Filmografia
- Speak of the Devil (1995, film dokumentalny, reżyseria: Nick Bougas, Adam Parfrey)
- Satan in the Suburbs (2000, film dokumentalny, reżyseria: Scott Hillier)
- The Nature of Existence (2010, film dokumentalny, reżyseria: Roger Nygard)